# سنگ‌کشی

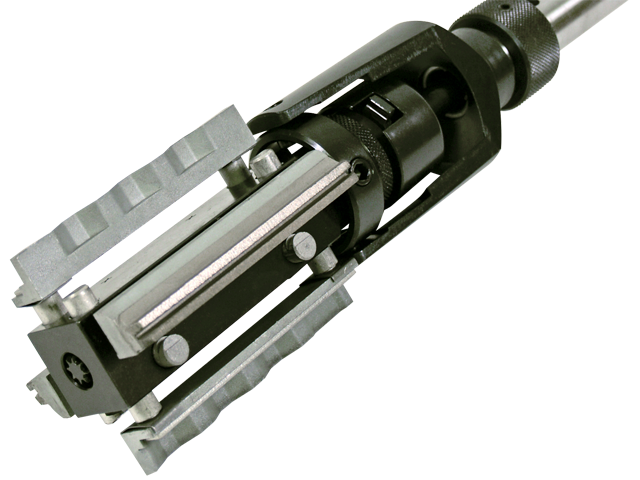
ابزار سنگ‌کشی

سنگ‌کِشی (به انگلیسی: Honing) یک فرایند ماشین‌کاری پرداخت سطح است که براده‌برداری از قطعه به وسیلهٔ سایش سنگ سنگ‌کشی صورت می‌گیرد و هدف آن اصلاح دقت ابعادی و بهبود صافی سطح است. این عملیات معمولاً در آخرین مرحله پس از عملیات‌هایی نظیر سوراخ‌کاری، داخل‌تراشی و سنگ‌زنی انجام می‌شود. یک تفاوت آن با سنگ‌زنی، سرعت پایین سنگ‌کشی و تفاوت دیگر آن، بیشتر بودن سطح تماس بین قطعه و ابزار در سنگ‌کشی است که به تصحیح ابعاد کمک می‌کند. سنگ سنگ‌کشی از دانه‌های ساینده سخت تشکیل شده که توسط یک ماده زمینه کنار هم قرار گرفته‌اند. عملیات سنگ‌کشی به شیوه‌های مختلفی انجام می‌شود ولی استفاده متداول آن، پرداخت سطوح داخلی استوانه‌ای مانند سطوح داخل سیلندر موتورها به خصوص با هدف ایجاد سطح مناسب برای روغن‌کاری است. برای دیگر کاربردهای آن می‌توان به پرداخت دنده‌های چرخ‌دنده‌های با کیفیت بالا و سطوح خارجی محورها، پین‌ها و یاتاقانهای استوانه‌ای اشاره کرد.

## انواع سنگ‌کشی

### سنگ‌کشی سطح داخلی سیلندر
سنگ‌کشی سطح داخلی سیلندر عمده‌ترین شیوه عملیات سنگ‌کشی است که به منظور تصحیح عیوب ابعادی (مانند مخروطی شدن، بشکه‌ای شدن، دایره‌ای نبودن) و ایجاد سطح مطلوب صورت می‌گیرد. ابزار سنگ‌کشی دارای یک یا چند سنگ بلند بوده که به کمک گوه به دیواره‌های سیلندر فشرده می‌شود. ابزار به صورت همزان حرکت دورانی درون سیلندر (سرعت سنگ در حدود ۴۵ تا ۹۰ متر در دقیقه) و خطی در راستای سیلندر دارد. ابزار سنگ‌کشی با محور سیلندر هم‌محور می‌شود؛ برخلاف سنگ‌زنی که محور ابزار را دستگاه سنگ‌زنی تعیین می‌کند. این ویژگی باعث می‌شود که نیازی به تنظیم و هم‌محور کردن قطعه و ابزار نباشد و عیبی در اثر درست انجام ندادن این کار ایجاد نشود و بدین ترتیب نگهدارنده دقیق نیاز نباشد. به همین دلیل نیز با سنگ‌کشی نمی‌توان موقعیت سوراخ را تغییر داد. اگر قطعه کوچک باشد، قطعه دستی و آزادانه نگه داشته شده و با وارد کردن ابزار سنگ‌کشی، هم‌محوری با فشار ابزار به دیواره قطعه خود به خود ایجاد می‌شود. اگر که قطعه سنگین باشد، قطعه ثابت بوده و ابزار سنگ‌کشی که به کمک دو مفصل همه‌کاره آزادانه راستای خود را با راستای قطعه یکی می‌کند. قطر سیلندر می‌تواند بین ۲ تا ۱۵۰۰ میلی‌متر باشد و محدودیت چندانی در طول قطعه وجود ندارد.

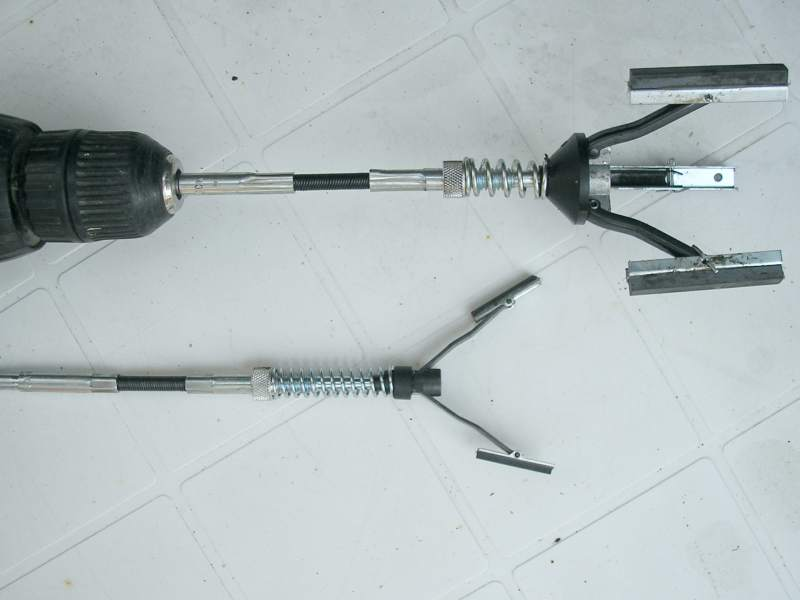
نوعی ابزار سنگ‌کشی

دستگاه‌های سنگ‌کشی به صورت عمودی و افقی وجود دارند. دستگاه‌های عمودی برای کار بر روی قطعات سنگین مناسب بوده ولی برای قطعات بلند تنها می‌توان از دستگاه‌های سنگ‌کشی افقی استفاده کرد. این دستگاه‌ها از نوع ساده آن تا انواع پیچیده با قابلیت‌های گوناگون و دستگاه‌های کاملاً خودکار وجود دارند. برخی دستگاه‌ها مجهز به به حسگر برای اندازه‌گیری قطر هستند و عملیات را با رسیدن به قطر موردنظر قطع می‌کنند. برای قطعات و ابعاد کوچک و استفاده عادی می‌توان ابزار سنگ‌کشی را به دستگاهی مانند دریل نیز بست.
ابزارهای خاص با کاربردهای مختلف برای سنگ‌کشی داخلی سیلندر وجود دارند. ابزار سنگ‌کشی تک‌ضرب (به انگلیسی: single-stroke) برای انجام سنگ‌کشی در یک مرحله استفاده می‌شود. در سنگ‌کشی عادی، ابزار چندین بار درون سوراخ حرکت داده می‌شود ولی در این نوع، ابزار تنها یکبار از سوراخ عبور کرده و در همان مرحله قطر و سطح نهایی را ایجاد می‌کند. سطح ساینده آن الماس سطح‌نشانی شده بوده که می‌توان با آن تا ۱۰۰ هزار بار عملیات انجام داد. مزیت این نوع عملیات و ابزار سرعت بالای آن است ولی محدودیت آن حجم براده‌برداریست. چون کل براده‌برداری در یک مرحله صورت می‌گیرد، تمام براده باید در فضای بین دانه‌های ساینده ابزار جا بگیرند. این روش برای چدن به دلیل شکل ریز براده مناسب است ولی برای جنس‌هایی مانند فولادهای نرم یا آلومینیوم به دلیل براده بلند این روش چندان مناسب نیست. ابزار سنگ‌کشی انعطاف‌پذیر (به انگلیسی: flexible honing) ابزاریست که در آن سطح ساینده به صورت گلوله‌هایی جدا روی تکیه‌گاهی انعطاف‌پذیر به شکل بُرِس قرار دارند که برای ایجاد کیفیت بسیار بالای سطحی مورد استفاده قرار می‌گیرند که به روش‌های دیگر به سادگی نمی‌توان به آن دست یافت. ابزارهایی با سنگ‌های پهن نیز برای انجام عملیات بر روی جاخارها و هزارخارها استفاده می‌شوند.

### سنگ‌کشی سطح خارجی دایره‌ای

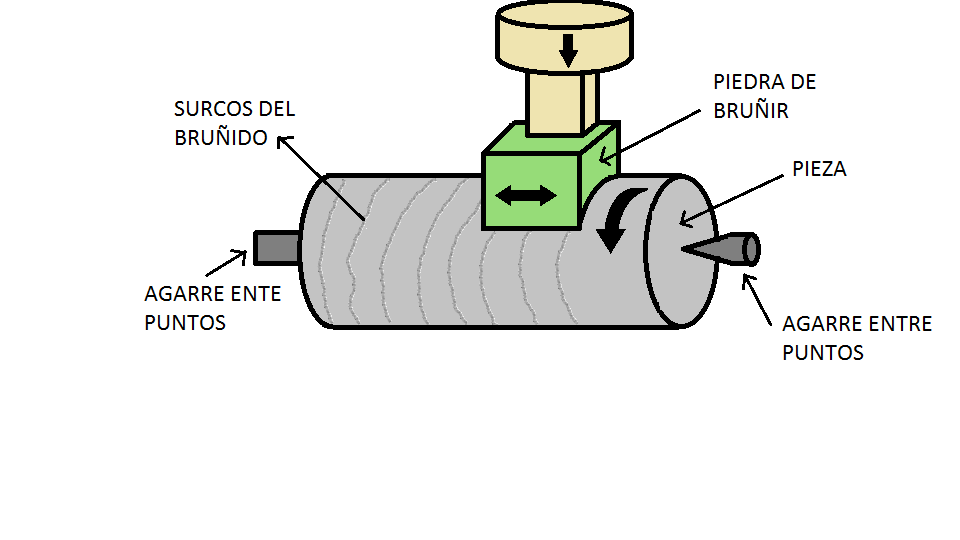
سنگ‌کشی سطح خارجی

روش‌های مختلفی به‌منظور افزایش دقت ابعادی و سطحی در سطوح خارجی به روش سنگ‌کشی استفاده می‌شود. استفاده از دستگاه تراش برای سنگ‌کشی، بیش‌تر برای شفت‌ها متداول است. مزیت آن امکان کار بر روی قطعات پیچیده‌تر و بزرگ‌تر است ولی تنظیم محور قطعه پیش از عملیات (مانند تراشکاری و برخلاف سایر روش‌های سنگ‌کشی) الزامی است و ایراد دیگر آن زمان‌بر بودن آن است که بیشتر زمان صرف بستن قطعه می‌شود و در نتیجه برای تولید انبوه مناسب نیست. روش دیگر که به سنگ‌کشی ازمیان-خور (به انگلیسی: through-feed honing) یا سنگ‌کشی خارجی موسوم است برای تولید انبوه اجزایی پین‌ها، رولرهای یاتاقان‌های مخروطی و استوانه‌ای و میله پیستونهای هیدرولیکی و نیوماتیکی استفاده می‌شود. در آن قطعات در امتداد هم و در فاصله بین دو غلطک حرکت می‌کنند. غلطک‌ها با یک سرعت و در یک جهت می‌چرخند و باعث دوران قطعه‌کار می‌شوند و سنگ‌های سنگ‌کشی نیز از بالا روی قطعات حرکت رفت‌وبرگشتی دارند. این روش بسیار سریع بوده که برای تولید تعداد بالای قطعات ساده مناسب است.

### سنگ‌کشی چرخ‌دنده
از سنگ‌کشی برای پرداخت نهایی دنده‌های چرخ‌دنده‌های با کیفیت بالا نیز استفاده می‌شود. ابزار سنگ‌کشی معمولاً به شکل یک چرخدنده داخلی بوده که با قطعه درگیر می‌شود. با دوران ابزار و قطعه و درگیری این‌دو، شکل و سطح دنده‌ها اصلاح می‌گردد که منجر به افزایش عمر و درگیری بهتر و کاهش صدای چرخ‌دنده‌ها هنگام کار می‌شود. تفاوت این روش با سنگ‌زنی چرخ‌دنده‌ها صافی سطح بالاتر و سریع‌تر بودن سنگ‌کشی است.

## سطح پرداخت‌شده با سنگ‌کشی

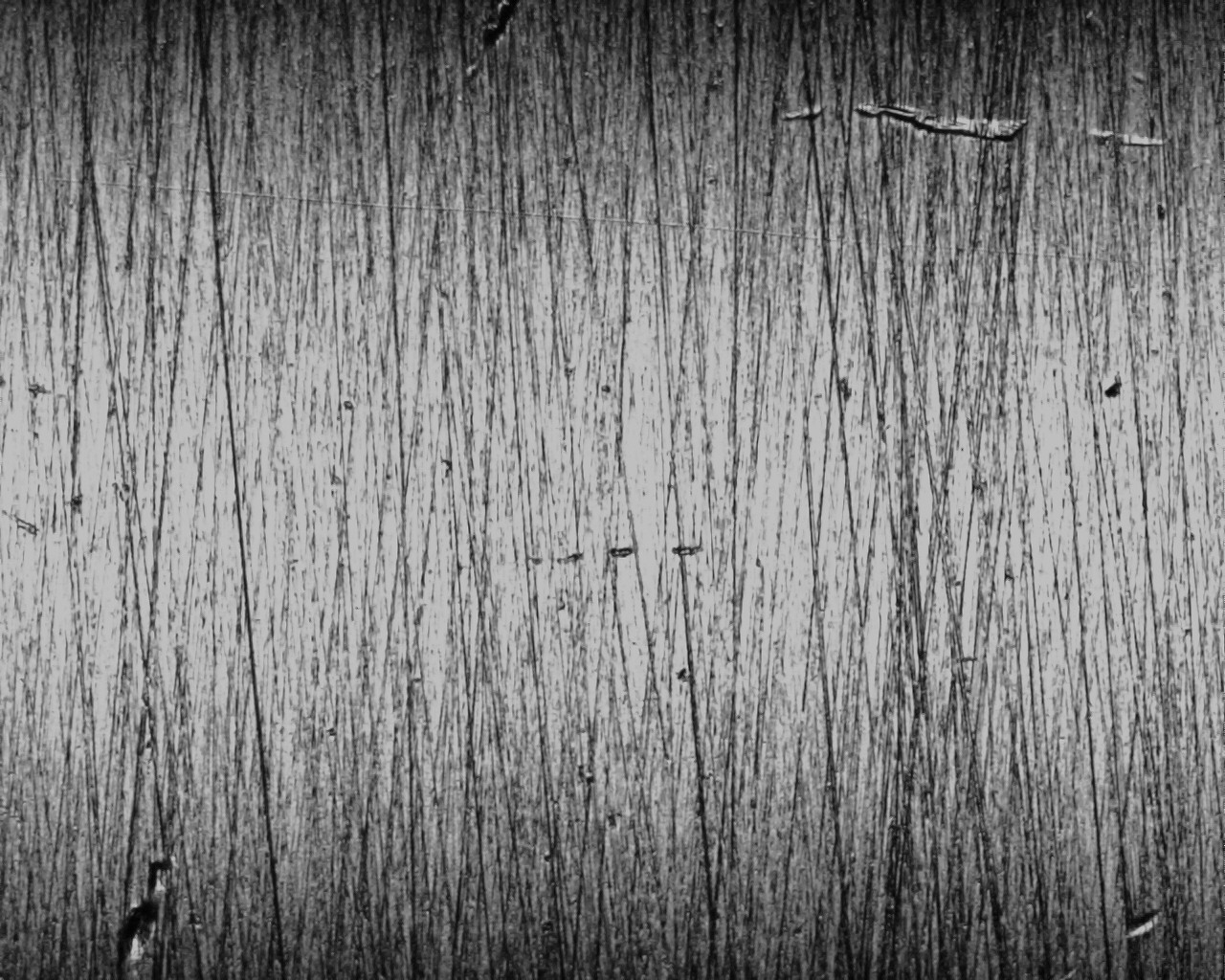
سطح سنگ‌کشی‌شده

حرکت رفت و برگشتی و دورانی هم‌زمان ابزار باعث ایجاد سطحی با خطوط مورب (crosshatch pattern) می‌شود. زاویه بین این خطوط مورب، توسط سرعت دوران و سرعت خطی ابزار مشخص می‌شود که با در نظر گرفتن حالت بهینه این مقادیر، این زاویه ۴۵ درجه خواهد بود. به کمک سنگ‌کشی می‌توان سطح تختال (به انگلیسی: plateau) یا کفه ایجادکرد که در واقع سطحی بدون قله با دره‌هایی عمیق است. این ویژگی در کنار مورب بودن شیارها باعث بهبود جریان روغن در درون سیلندرها به خصوص در زمان شروع کار موتور (که فشار روغن هنوز کم است) و افزایش عمر و کاهش فرسایش درون سیلندر می‌شود. برای ایجاد چنین سطحی ابتدا سنگ‌کشی با سنگ‌دانه درشت انجام شده تا ابعاد سوراخ به اندازه نهایی رسیده و سپس سنگ‌کشی با سنگ‌دانه‌ریز به مقدار بسیار کم انجام شده تا قله‌های سطح از بین بروند.